# Luigi Masi
Luigi Masi (Petrignano, 24 ottobre 1814 – Palermo, 31 maggio 1872) è stato un militare, patriota e politico italiano.

## Biografia
Il colonnello Masi fu comandante del 47º fanteria della brigata di Ferrara, scioltosi a causa della presenza in essa di 300 pericolosi militi, che furono arrestati dalle truppe di Enrico Cialdini. 
Dopo l'insurrezione repressa dal generale pontificio Schmid avvenuta a Perugia il 7 giugno 1859, e forte della volontà di 83 perugini in fuga dalla loro città,
prese accordi col Cavour al fine di formare i Cacciatori del Tevere, che nacquero l'8 settembre 1860.
Quel mese vennero così liberate Città della Pieve, Orvieto, Viterbo e la Tuscia.
Da generale comandò la brigata Umbria.
Con Aurelio Saffi, che poi sarebbe diventato Triumviro, fu vicepresidente dell'Assemblea costituente della Seconda Repubblica Romana.
Difese strenuamente la Porta Cavalleggeri, Porta Angelica e le mura del Vaticano con la II brigata della milizia cittadina e col battaglione leggero di fanteria.
Si distinse durante la rivolta del sette e mezzo di Palermo (1866).
Al generale Luigi Masi è dedicato un libro: "Un Petrignanese Gloria del Risorgimento" di Alessandro Cianetti (2010).
A Luigi Masi sono dedicati una strada in Trastevere, alle pendici del Gianicolo, una targa e una via a Perugia e due monumenti:
- Petrignano d'Assisi: monumento a medaglione, eretto nel 1890, opera di Vincenzo Rosignoli, situato alla base del campanile in Piazza S. Pietro (piazza confinante con Piazza Luigi Masi).
- Roma: fra le Statue e monumenti dei patrioti sul Gianicolo.

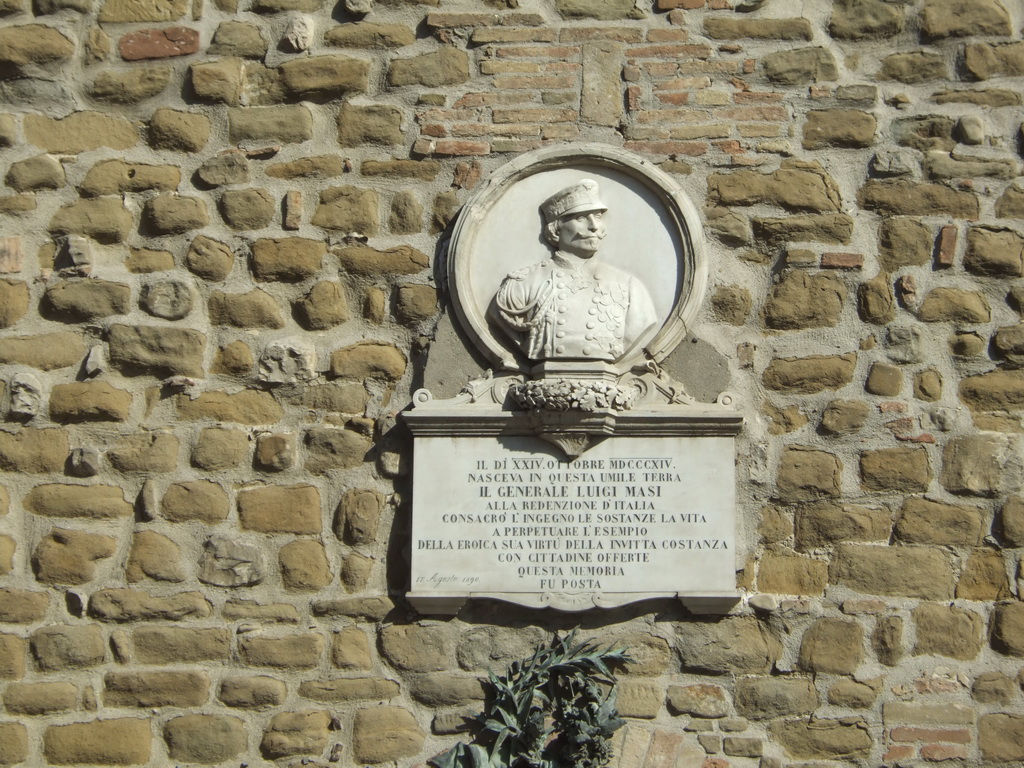
Petrignano d'Assisi - Il monumento a medaglione